# Bayinnaung
Bayinnaung Kyawhtin Nawrahta (in birmano: ဘုရင့်နောင် ကျော်ထင်နော်ရထာ, trascrizione IPA: bəjɪ̰ɴ nàʊɴ tɕɔ̀ tʰɪ̀ɴ nɔ̀jətʰà, letteralmente: cognato del re; in thailandese พระเจ้าบุเรงนอง, Phra Chao Buréngnòng ; in portoghese: Braginoco) (Taungù ?, 16 gennaio 1516 – Pegu, 10 novembre 1581) è stato un sovrano, generale e condottiero birmano.
Terzo re della Dinastia di Taungù nell'odierna Birmania, è passato alla storia per le campagne militari che fecero del paese il più grande impero mai esistito nel sudest asiatico.
Oltre a riunificare la Birmania, sfaldatasi alla morte del predecessore Tabinshwehti, i suoi eserciti conquistarono i regni di Manipur, Shan, Chiang Hung, Lanna, Siam e Lan Xang. In virtù dei suoi successi, è stato definito il Napoleone della Birmania e viene considerato uno dei tre grandi re birmani insieme a Anawrahta e Alaungpaya. È tuttora ricordato in Thailandia in una canzone ed un racconto popolari intitolati "Phu Chana Sip Thit", il "Conquistatore delle 10 direzioni", l'epiteto con cui lo stesso Bayinnaung si autocelebrò in un'iscrizione rinvenuta a Pagan. Un altro dei suoi titoli fu Hsinbyumyashin, signore degli elefanti bianchi, animali auspicali e sacri per i buddhisti, simboli di prestigio regale.

## Biografia

### Infanzia e gioventù
Il suo nome alla nascita era Yeh Htut e le notizie relative alla sua infanzia sono poche ed incerte. È stato ipotizzato che avesse sangue reale e fosse nato il 16 gennaio 1516 a Taungù, la vecchia capitale del regno, dal principe Mingyi Swe. C'è anche chi sostiene che fosse un figlio di contadini della provincia di Taungù o di quella di Bagan, e che il lavoro del padre consistesse nel raccogliere noci di cocco arrampicandosi sulle palme. A Taungù divenne amico d'infanzia del principe Mintaya, il futuro re Tabinshweti, del quale all'età di 19 anni sposò la sorella Thakin Gyi, acquisendo il titolo di Kyawhtin Nawrahta.

### Carriera militare
Si mise in luce giovanissimo accompagnando Tabinshwethi nelle campagne contro il Regno di Hanthawaddy, il potente Stato formato dai mon dopo la caduta del Regno di Pagan per mano dei mongoli di Kublai Khan. Hanthawaddy era l'antico nome della capitale Pegu. Nel XIII secolo i mon avevano unificato la Bassa Birmania ripristinando la propria egemonia nella regione, persa dal Regno di Thaton nell'XI secolo. Le incursioni delle armate Taungù iniziarono nel 1535 e costrinsero nel gennaio del 1539 il re Takayutpi ad abbandonare la capitale Pegu e a rifugiarsi a Prome con il suo esercito.

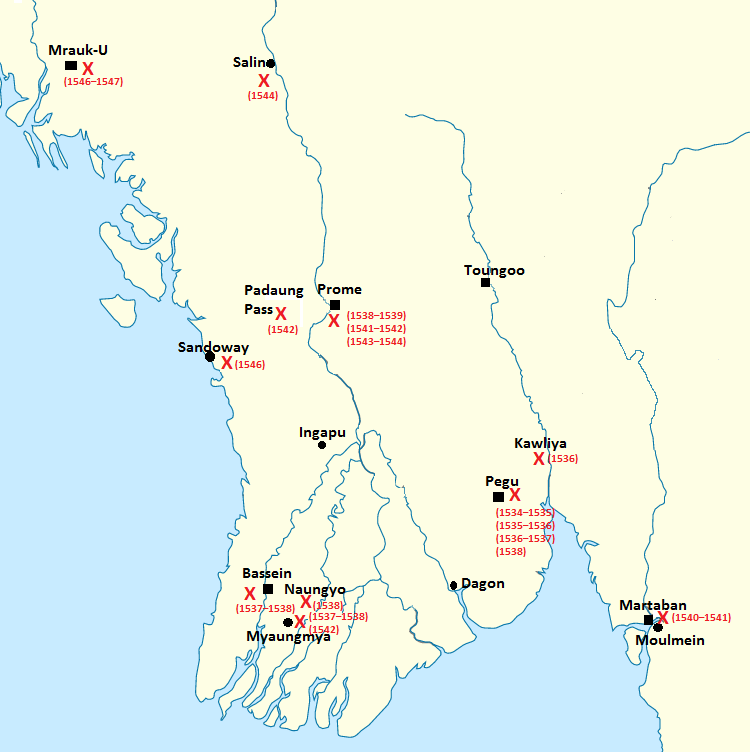
Campagne di Taungù dal 1534 al 1547

#### Battaglia di Naungyo
Il ventitreenne Yeh Htut ebbe modo di dimostrare il proprio coraggio e le doti di condottiero quando gli fu affidata un'armata per inseguire uno dei due tronconi in cui si era diviso l'esercito di Pegu nel ripiegamento verso Prome. Costrinse il nemico alla battaglia di Naungyo malgrado i suoi comandanti gli avessero consigliato di attendere rinforzi, vista la grande superiorità numerica dei soldati mon, accampati sul lato opposto del fiume. Scelse di attaccare per approfittare del caos che regnava nelle file nemiche dopo la fuga da Pegu. Con i suoi uomini attraversò il fiume con delle zattere improvvisate che fece distruggere dopo il guado, infondendo ai suoi uomini le determinazione di vincere a costo di morire senza possibilità di ritirata.
Durante la battaglia, in groppa al suo elefante Swe La Man attaccò il generale nemico Binnya Dala costringendolo alla fuga. L'altro generale Minye Aung Naing morì nei combattimenti e l'esercito mon, privato dei suoi comandanti, perse il controllo della situazione. Le truppe birmane provocarono lo spaccamento di quelle avversarie in quattro parti scollegate, che in breve furono decimate e costrette alla resa; solo alcuni fuggitivi sarebbero riusciti a raggiungere Prome e ricongiungersi con il resto dell'esercito. I rinforzi giunsero il giorno dopo guidati da Tabinshwehti che, compiaciuto per il successo, conferì al cognato il titolo di Bayinnaung ed il feudo di Hlaing.
La battaglia di Naungyo è diventata una delle più famose nella storia del paese ed il binomio Naungyo-Bayinnaung è entrato nella leggenda dei bamar. La vittoria è stata considerata in Birmania il primo evento bellico significativo dopo 3 secoli di battaglie di scarso livello strategico. Il re Takayutpi perse credibilità nei confronti degli alleati shan e di Prome e morì qualche mese dopo nella vana ricerca di riorganizzare l'esercito.

#### Campagne birmane con Tabinshwethi
La fine del Regno di Hanthawaddy, nato nel 1287, segnò l'inizio della gloria della dinastia di Taungù e Tabinshwethi spostò la capitale a Pegu. Molti principi mon si sottomisero ai birmani ingrossandone l'esercito, che nel 1541 espugnò l'altra roccaforte mon di Martaban e nel 1542 pose fine al Regno di Prome. In tale occasione Bayinnaung respinse con un'imboscata l'esercito di Arakan, che stava per portare aiuto agli alleati di Prome.
Negli anni seguenti fu respinto un attacco degli shan e furono conquistate Pagan e Salin al nord. La successiva campagna per sottomettere Arakan si infranse sulle fortificazioni della capitale Mrauk U, costruite dai portoghesi, e l'esercito di Tabinshwethi dovette ritirarsi.

#### Prima guerra contro Ayutthaya

La prima guerra contro Ayutthaya (1548-1549)

Alla fine dell 1548 ebbe inizio la prima guerra contro Ayutthaya, e Tabinshwehti affidò a Bayinnaung l'avanguardia dell'esercito che passò il confine al Passo delle Tre Pagode. La capitale siamese fu posta sotto assedio ma le sue potenti mura ed i cannoni portoghesi che le difendevano respinsero tutti gli attacchi. Dopo 5 mesi di conflitto, l'imminente arrivo dei rinforzi siamesi da Phitsanulok indusse Bayinnaung a consigliare al re la ritirata, che avvenne verso nord-ovest e con la perdita di molti uomini. La scelta fu motivata anche dall'esigenza di tornare a Pegu, dove una ribellione dei mon metteva a rischio la stabilità del regno.

#### Reggente e dissoluzione del regno
Il fallimento della guerra contro il Regno di Ayutthaya nel 1549, coincise con l'inizio della malattia mentale di Tabinshweti, che al ritorno dalla spedizione si diede all'alcol trascurando i doveri di sovrano. Bayinnaung prese in mano le sorti del paese con la carica di reggente. Una nuova ribellione dei mon di Pegu portò nel 1550 all'assassinio di Tabinshweti da parte di Smim Sawhtut, uno dei suoi consiglieri, che si proclamò re del nuovo Regno di Pegu. L'evento ebbe luogo mentre Bayinnaung si trovava a Dala, nella zona dell'odierna Yangon, per domare un'altra rivolta dei mon. Smim Sawhtut fu a sua volta assassinato dopo soli 3 mesi nel corso di un'altra rivolta dei mon capeggiata da Smim Htaw, figlio dell'ultimo re di Hanthawaddy.
Tali ribellioni portarono alla frantumazione del regno; Bayinnaung si trovò isolato con una piccola guarnigione, a capo della quale sconfisse i ribelli di Dala ingrossando le proprie file. La maggior parte dei mon si erano concentrati nella Pegu liberata e Bayinnaung dovette ripiegare sulla vecchia capitale Taungù, che a sua volta si era dichiarata indipendente. L'attacco alla città si concluse vittoriosamente l'11 gennaio 1551.

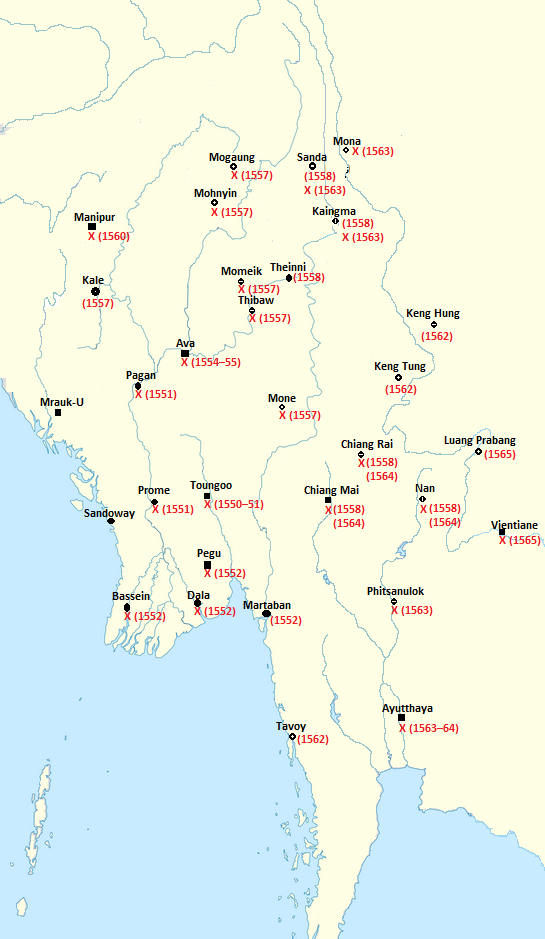
Campagne di Re Bayinnaung (1550-1565)

### Ascesa al trono
A partire dal 1551, Bayinnaung fu considerato dai principi di etnia birmana il re del paese. Le fonti riguardanti gli anni successivi sono ritenute affidabili, furono scritte nel XVI secolo per volere dello stesso Bayinnaung e del figlio Nandabayin, che gli sarebbe succeduto sul trono. Sono contenute in un'iscrizione trovata in una campana di un tempio di Pagan e su un manoscritto chiamato Hanthawady Hsinbyu-myashin Ayedawbon. Le notizie testimoniate da tali fonti sono relative principalmente alle campagne che permisero a Bayinnaung di costruire il grande impero. L'iscrizione nella campana fu fatta utilizzando la scrittura mon e gli storici continuano tuttora ad interrogarsi sul perché non sia stata scritta con l'alfabeto birmano. Altre fonti sul suo regno sono i resoconti di viaggio degli europei Ralph Fitch e Gaspero Balbi, che visitarono in quegli anni Pegu fornendo descrizioni dettagliate della vita nel paese.

### Riunificazione del paese
A Taungù Bayinnaung fu raggiunto da diversi principi birmani che gli giurarono fedeltà e lo nominarono re della città. Nel giro di pochi anni riuscì a riunificare il paese conquistando dapprima Prome nel 1551 e riprendendo il 12 marzo 1552 Pegu, che tornò ad essere la capitale. Continuò l'espansione con l'annessione di Martaban e Pathein in quello stesso anno. Dopo aver riconquistato l'intera Bassa Birmania si dedicò alla conquista del nord, che ottenne sottomettendo Ava il 22 gennaio 1555. Il re shan Sithu Kyawhtin, sul trono di Ava dal 1527, fu costretto a ritirarsi nei suoi territori di Mong Yang, l'odierna Mohnyin. Come era consuetudine dei birmani a quel tempo, i territori assoggettati furono lasciati a sovrani locali, ai quali venne imposto il vassallaggio a Pegu. A titolo di garanzia, venivano di solito presi ostaggi membri della casa reale del paese conquistato.

### Assoggettamento degli Stati Shan

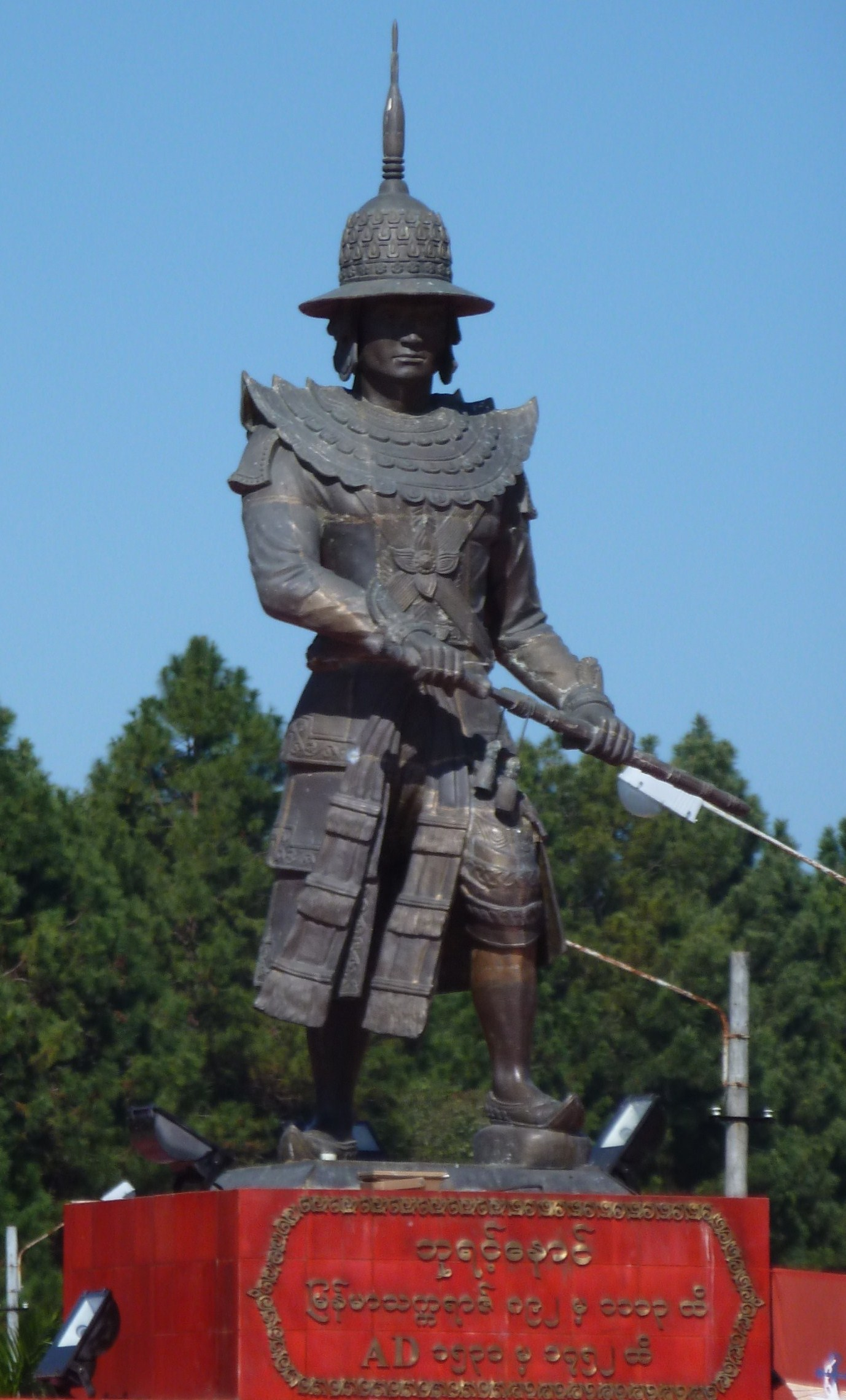
Monumento alla memoria di Bayinnaung a Pyin U Lwin

Nel novembre del 1556 cominciò una campagna a nord per sottomettere i principati del popolo shan. Nel giro di alcuni mesi riuscì a conquistare le mong di Mit, Hsipaw, Yawnghwe, Mong Yang e Mogaung. Avrebbe fatto ritorno nella zona nel 1562 per prendere Mong Mao, storicamente uno dei più importanti principati shan. La sottomissione degli shan, che dal 1527 avevano preso il controllo del Regno di Ava, fu uno dei traguardi più significativi raggiunti da Bayinnaung. Nei secoli successivi, gli Stati degli shan avrebbero continuato a far parte della Birmania fino ai giorni odierni.

### Conquista di Lanna
Già nel 1555 aveva esteso la sua influenza sul Regno Lanna, nell'odierna Thailandia del Nord, approfittando che il re Setthathirat I aveva dovuto lasciare a un reggente il trono di Chiang Mai per accedere a quello di Lan Xang, l'odierno Laos. Dopo aver dichiarato il sovrano decaduto, la nobiltà lanna aveva fatto appello a Bayinnaung per dissuadere Setthathirat dall'attaccare Chiang Mai e riprendersi il trono. Il sovrano consolidò il potere birmano a Lanna nel 1557 occupando Chiang Mai, dove impose il pagamento di tributi triennali e lasciò il locale re a governare come vassallo. Ordinò che fossero riparati a sue spese importanti wat di Chiang Mai e Lamphun. Ebbe così termine dopo quasi 3 secoli l'indipendenza del Regno Lanna, che sarebbe rimasto un feudo birmano fino al XVIII secolo.

### Seconda guerra contro Ayutthaya
Le campagne più prestigiose furono quelle contro il Regno di Ayutthaya, che negli oltre due secoli di storia precedenti non era mai stato conquistato ed era diventato uno dei principali Stati del sudest asiatico. Nel 1564, i birmani di Bayinnaung invasero il regno e dopo aver conquistato diverse città posero sotto assedio la capitale. Il re Maha Chakkraphat fece atto di sottomissione, consegnò come ostaggi un figlio ed alcuni generali, abdicò in favore del figlio Mahinthrathirat ed entrò in monastero. Ayutthaya perse per la prima volta l'indipendenza e divenne tributaria dei birmani. Durante l'assedio, il re di Phitsanulok Maha Thammarachathirat, il cui figlio Naresuan era ostaggio nella capitale birmana dall'invasione del 1549, si schierò dalla parte degli invasori.

### Prima guerra contro Lan Xang
Re Setthathirat I di Lan Xang fu il più ostico antagonista dell'espansione birmana. Nel timore delle invasioni di Pegu, aveva fatto spostare la capitale da Luang Prabang alla più difendibile Vientiane. La prima invasione birmana di Lan Xang fu nel 1564, venne occupata e devastata la capitale ma, secondo fonti laotiane, le forze di Lan Xang costrinsero subito i nemici alla fuga. I birmani ritirandosi portarono con sé Phragna Asen, fratello di Setthathirat, e lo tennero come ostaggio a Pegu per 11 anni.
Secondo fonti birmane, Bayinnaung guidò nel 1564 il proprio esercito alla conquista di Chiang Mai, il cui re Makuti si era alleato con Lan Xang, e inviò poi tre armate a Vientiane, che cadde nel febbraio del 1565. Setthathirat I riuscì a fuggire dalla città con alcuni soldati e si rifugiò nelle giungle circostanti. Le truppe birmane cercarono invano di trovarlo ma dovettero desistere, decimate dalla fame e dalle malattie. I birmani partirono da Lan Xang nell'agosto 1565, lasciando un locale vassallo e una guarnigione, che si limitò al controllo di Vientiane. Settathirat fu in grado di riprendere la capitale verso la fine del 1567.

### Ricostruzione della capitale Pegu

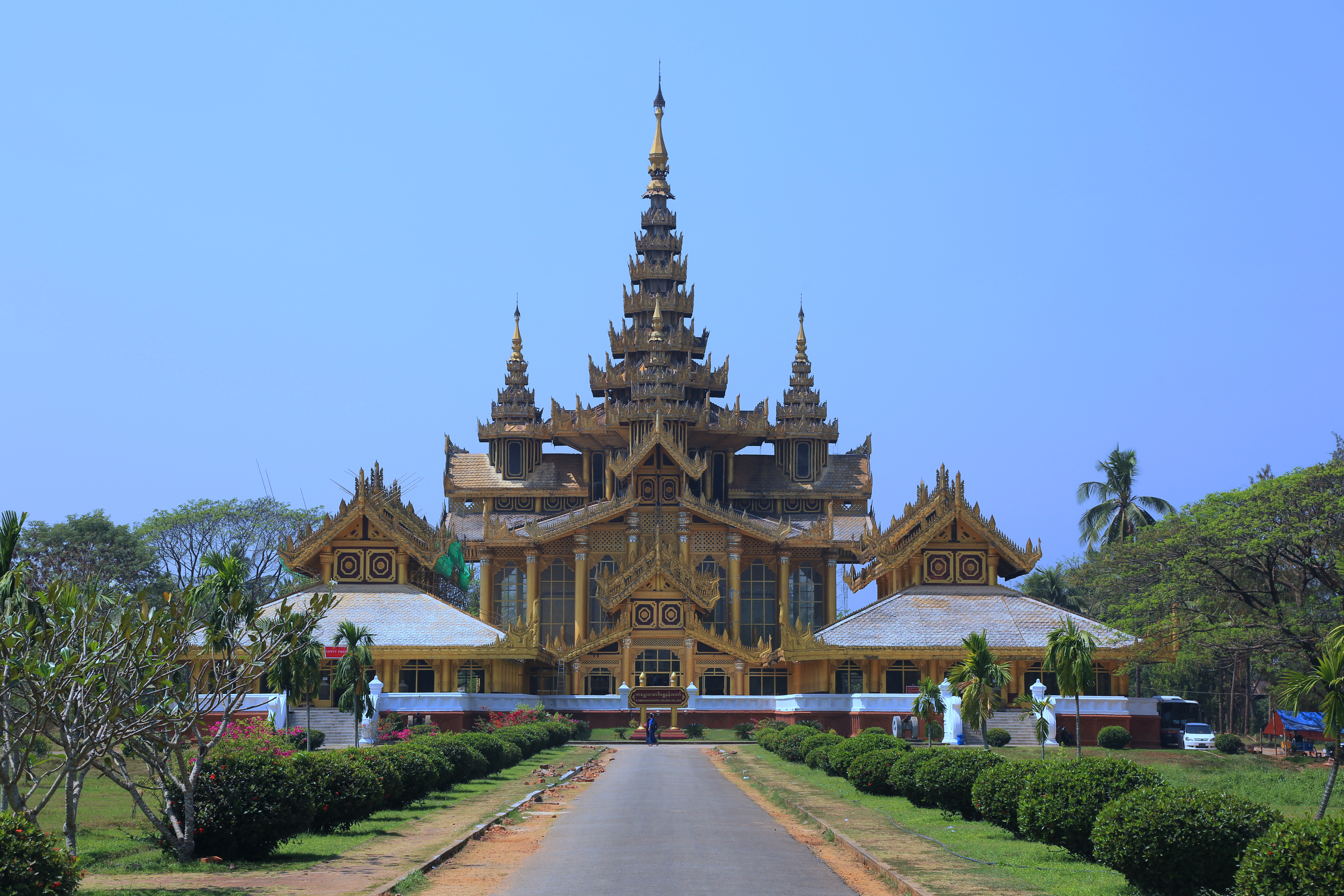
Palazzo Kanbawzathadi di Pegu

Dopo aver domato una ribellione di shan residenti a Pegu nel 1565, nei due anni successivi Bayinnaung si concesse una pausa delle campagne militari e poté dedicarsi a ricostruire la capitale e la propria residenza reale, gravemente danneggiate nel corso della rivolta. Le mura della nuova città avevano 20 porte in stile classico birmano e rivestite d'oro, ognuna di esse prese il nome del vassallo che la fece costruire. Il nuovo palazzo reale Kanbawzathadi fu inaugurato il 16 marzo 1658, alla presenza dei principali vassalli. Per l'occasione conferì speciali titoli ai seguenti vassalli che erano confinati a Pegu: Mobye Narapati e Sithu Kyawhtin di Ava, Mekuti di Lan Na, e Maha Chakkraphat di Ayutthaya.

### Terza guerra contro Ayutthaya
Mahinthrathirat di Ayutthaya chiese l'aiuto del cognato Setthathirat I di Lan Xang per riprendere il controllo di Phitsanulok, approfittando che l'esercito birmano era impegnato in altre campagne militari. Il re laotiano si pose a capo di un potente esercito che mise sotto assedio la città nel 1567. Contemporaneamente inviò un'armata di 100.000 uomini e 1.000 elefanti nel nord-ovest per riprendere il controllo dei territori del Regno di Chiang Hung, da lungo tempo tributario di Lanna e Lan Xang. Le truppe di Setthathirat finsero di ritirarsi dopo 20 giorni di assedio e tesero un'imboscata alle armate che le inseguirono. La tattica ebbe successo ed i contingenti birmani e di Phitsanulok vennero decimati. Il trionfo fu completato con la vittoria dell'esercito di Lan Xang nei territori di Chiang Hung.
L'esercito di Bayinnaung riprese subito il controllo del Regno di Ayutthaya e nel 1569 fu posta sotto assedio la capitale. Questa volta Ayutthaya fu espugnata, per la prima volta nella sua storia, l'intera famiglia reale fu deportata a Pegu e Mahinthrathirat morì durante il trasferimento. Bayinnaung mise sul trono del Siam il suo fantoccio Maha Thammarachathirat che fondò la dinastia di Sukhothai, ponendo fine dopo duecento anni alla dinastia di Suphannaphum.

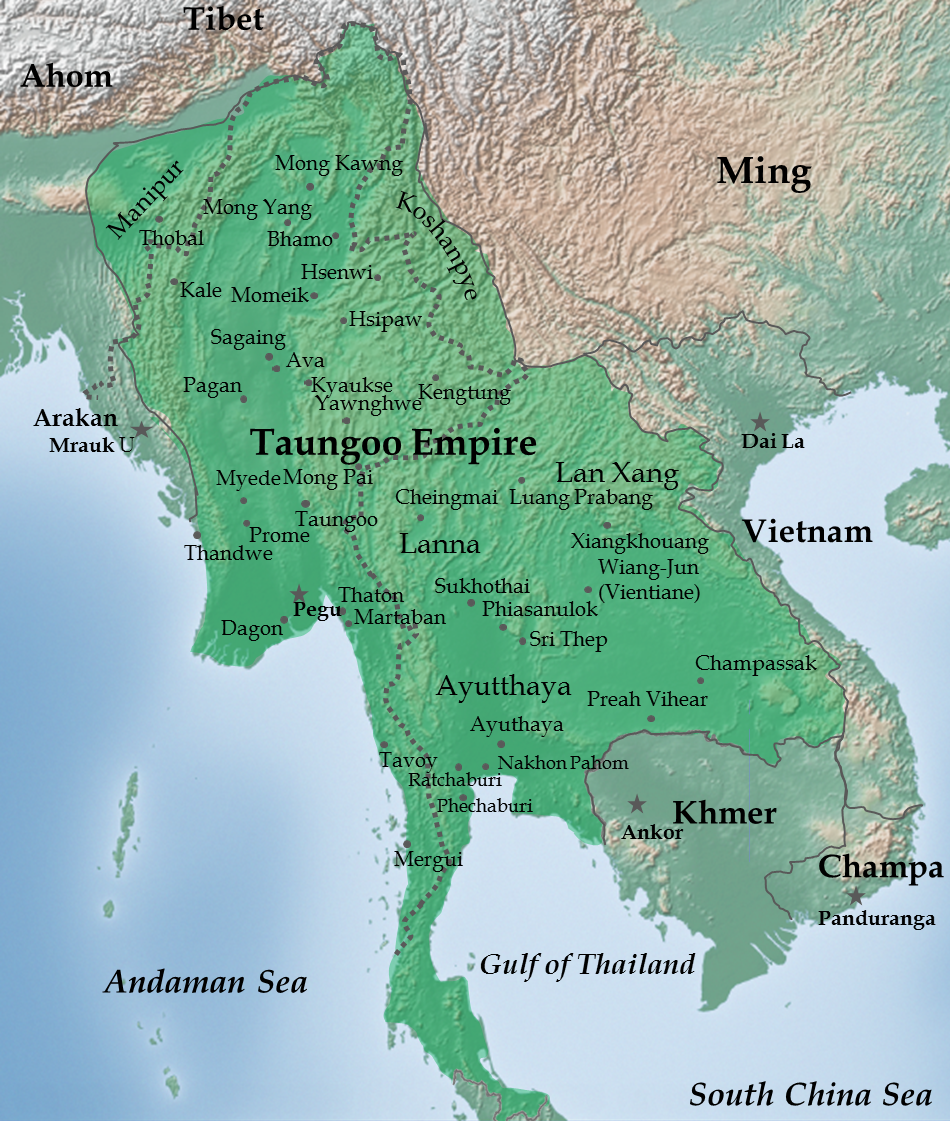
La massima espansione di sempre della Birmania, nell'anno 1580

### Altre guerre con Lan Xang
La seconda invasione di Lan Xang fu guidata dallo stesso Bayinnaung ed ebbe luogo nel 1570. Dopo aver constatato il valore dell'esercito di Pegu, anziché affrontare il nemico in campo aperto Setthathirat dispose l'evacuazione di Vientiane e dalla giungla attuò una snervante tattica di guerriglia. I birmani arrivarono nella capitale conquistando tutte le città che attraversarono, ma la trovarono vuota e senza approvvigionamenti. L'arrivo delle piogge e la carenza di cibo ridusse i birmani allo stremo delle forze e Bayinnaung ordinò il ritiro dei propri soldati, che secondo fonti laotiane nel ripiegamento subirono gravi perdite ad opera delle truppe di Vientiane. Negli anni successivi, i birmani dovettero fronteggiare diverse rivolte degli shan a nord.
Dopo la morte di Setthathirat, avvenuta nel 1571, il trono di Lan Xang fu usurpato da Sen Surintra, generale e suocero del sovrano. L'attacco birmano del 1575 fu nuovamente guidato da Bayinnaung, il quale approfittò della crisi che il regno lao attraversava dopo aver perso il suo grande re. Gli invasori espugnarono Vientiane con facilità e Bayinnaung ordinò la deportazione di Sen Surintra e di buona parte della popolazione a Pegu. Venne proclamato sovrano Phragna Asen, che era stato deportato a Pegu dopo l'invasione del 1564, con il nome regale Voravongse I.

### Ultime campagne
Tra la fine del 1575 ed il 1577, i birmani riuscirono a sottomettere i due più pericolosi ribelli shan. Il primo fu il saopha di Mohnyin, ucciso nella giungla, ed il secondo fu il saopha di Mogaung, che dopo la cattura fu mandato e venduto come schiavo in India assieme ai suoi uomini. Durante questo periodo non si registrarono altre ribellioni. Nel novembre del 1580, Bayinnaung ordinò l'invasione ad ovest del regno di Arakan. Come era successo in una campagna dei Taungù nel 1547, l'esercito di Pegu prese con facilità la città di Thandwe ma non riuscì ad espugnare la fortificata capitale Mrauk U. Bayinnaung inviò rinforzi nell'ottobre del 1581 e morì il successivo 10 novembre mentre stava pianificando di recarsi di persona a prendere il comando delle operazioni. Alla sua morte, i birmani si ritirarono.

## Successione
Con la morte di Bayinnaung, il grande impero si sfaldò nel giro di pochi anni sotto la guida del figlio Nandabayin, che non possedeva il carisma del padre. L'eredità più duratura che Bayinnaung lasciò alla Birmania fu l'integrazione dei principati shan nel tessuto sociale e politico del paese, eliminando per il futuro il pericolo di nuove invasioni da parte dei bellicosi shan. Le municipalità di questi furono riorganizzate, con il nuovo sistema veniva tolta parte dei poteri ai saopha, tradizionali capi degli shan, e venivano integrate le loro leggi con quelle del resto del paese. Queste disposizioni sarebbero rimaste in vigore sino alla conclusione delle guerre anglo-birmane, nel 1885.